# Mont Saint-Michel
De Mont Saint-Michel is een klein, rotsachtig getijdeneiland in Normandië, Frankrijk gelegen in een grote baai aan de monding van de Couesnon. Een middeleeuwse abdij bekroont het granieten massief van de Mont Saint-Michel. Op de torenspits van de abdijkerk staat sinds 1898 een beeld van de heilige Michaël dat honderdzeventig meter boven de baai uitsteekt. Het eiland ligt ongeveer een kilometer uit de kust bij de stad Avranches in Normandië. Oorspronkelijk was het over land bereikbaar bij laagwater, maar bij hoogwater was het omringd door water. Tegenwoordig loopt er een smalle brug, met pendeldienst, naar het eiland. De Mont Saint-Michel, met zijn trapstraten, is alleen toegankelijk voor voetgangers.
In 1979 werd de Mont Saint-Michel met abdijcomplex en de omliggende baai uitgeroepen tot werelderfgoed door de UNESCO. De Mont Saint-Michel is de derde toeristische trekpleister in Frankrijk na de Eiffeltoren en het Kasteel van Versailles, met jaarlijks meer dan 3.500.000 bezoekers.

## De baai

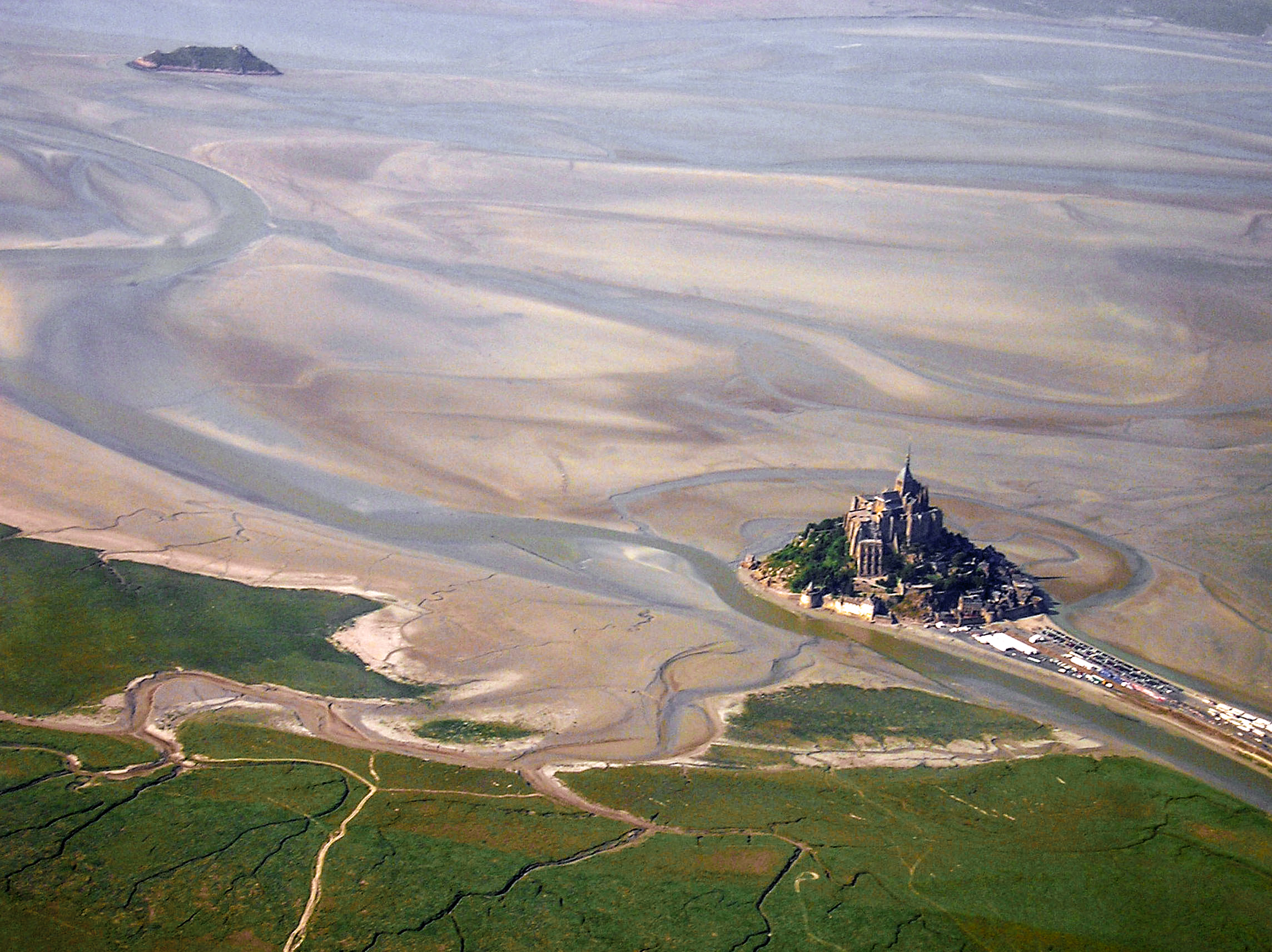
De baai van de Mont Saint-Michel (2006)

De baai van de Mont Saint-Michel is ca. 500 km² groot en wordt begrensd door het Normandische schiereiland van de Cotentin in het oosten en door Bretagne in het zuidwesten. De baai kent het grootste getijdenverschil van Europa. Het verschil tussen de waterstanden bij laag- en hoogwater kan tot 15 meter bedragen, gemiddeld is het 10 meter. Door het feit dat de laagwaterstand onder het niveau van de baai ligt komt het water bij vloed zeer snel opzetten. De stadslegende heeft het over de snelheid van een galopperend paard (25 à 30 km/h) maar in de realiteit gaat het over een gemiddelde snelheid van 3,75 km/h; het maximum dat gemeten werd bedroeg 6,1 km/h.
Omdat de baai extreem vlak is en het water makkelijk blijft staan kunnen in de baai plekken met drijfzand ontstaan. Ter plaatse noemt men dat lises. Drijfzand in de baai van de Mont Saint-Michel vormt zich door water onder het zand dat niet kan wegtrekken omwille van onderliggende klei. De toeristische diensten organiseren wandelingen van het vasteland naar de berg, onder de leiding van een kundige gids, waarbij men kennis kan maken met deze plekken van drijfzand.

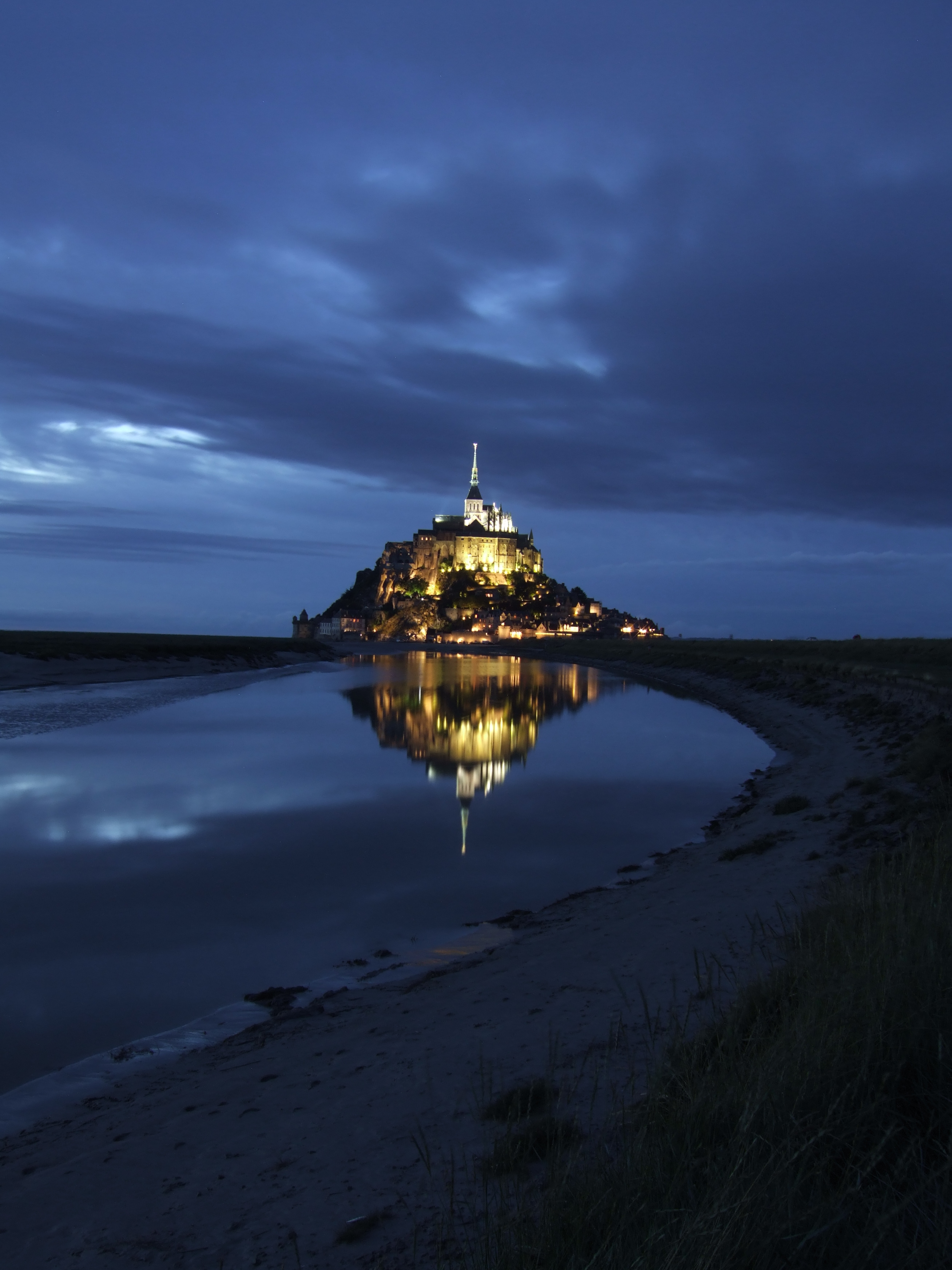
Mont Saint-Michel bij nacht

## Legende van het eiland
Oorspronkelijk zou het eiland, zoals zijn zustereiland Tombelaine, een bergje in een bosrijk gebied, het woud van Scissy geweest zijn. Dat bos lag dicht bij de kust en was niet beschermd door duinen. De druïden van de Kelten gebruikten de plaats voor hun heidense cultus en om offers te brengen aan hun goden. Bij een vloedgolf in 709 werd het bos in één nacht verwoest en een deel van de grond spoelde weg naar zee. Hierdoor werd het land waar vroeger dat bos lag, net laag genoeg om door de zee bij vloed overstroomd te worden. Het bergje werd een eiland waar men een abdij op gebouwd heeft. Dit verhaal werd verteld in de Revelatio ecclesiae sancti Michaelis in monte Tumba, en het is hierop dat de geograaf François Manet (18e - 19e eeuw) zich baseerde om zijn thesis over de fatale stormvloed van 709 te beschrijven, die in één nacht de baai van de Mont Saint-Michel verzwolgen zou hebben. Scissy - dat afgeleid zou zijn van Sessiacum - bevat trouwens geen verwijzing naar een bos maar zou te verstaan zijn als domein van Siccius of Siscius, dus verwijzend naar een Gallo-Romeinse villa, die men bezwaarlijk in een woud kan situeren.
Voor een gedetailleerde discussie zie: forêt de Scissy.

## Geschiedenis van de abdij
Voor de christelijke tijd was de berg gekend onder de naam Mons vel Tumba Beleni of berg van het graf van Belenos. Reeds in de vijfde en de zesde eeuw hadden zich heremieten op de berg gevestigd en hun graftombes en sarcofagen kunnen nog altijd bezocht worden in de parochiekerk van Saint-Pair-sur-Mer genoemd naar een van hen, Paternus van Avranche. In de middeleeuwen noemde men de plaats nog Scissy.

### De stichting door Aubert
De geestelijke gemeenschap op de Mont Saint-Michel werd rond 700 gesticht door de heilige Aubert, bisschop van Avranches, die op de toen nog door het bos omringde berg in eenzaamheid kwam bidden. Volgens de legende zou de aartsengel Michaël verschenen zijn aan Aubert, die visioenen kreeg over een kerk op de rots. Michaël beval Aubert tot driemaal toe om op die plek een kerk op te richten; nadat Michaël hem met de vinger had aangeraakt en daarmee een gat in zijn schedel had gebrand, begon hij in 708 aan bouw van een gebedshuis op de rotspunt, dicht bij de kust. De kerk moest gebouwd worden naar het model van het heiligdom van de Monte Sant'Angelo sul Gargano in de provincie Foggia in Noord-Apulië, dat eveneens toegewijd was aan de aartsengel Michaël. Het verhaal van de stichting is overgeleverd in de Revelatio ecclesiae sancti Michaelis in monte Tumba. Aubert stuurde twee monniken naar het heiligdom in Apulië om relikwieën van de H. Michaël op te halen. Toen die met hun kostbare last terugkwamen stonden ze stomverbaasd naar de zee te kijken in plaats van naar het imposante bos rondom de berg.
Op 16 oktober 709 werd het kerkje ingewijd en de bisschop vestigde er een kapittel met twaalf kanunniken. Resten van het eerste gebedshuis zijn teruggevonden in de kapel Notre-Dame-Sous-Terre, gelegen onder het schip van de huidige abdijkerk. Volgens de overlevering vond in maart 709 de stormvloed plaats waarbij de heuvel in zee kwam te liggen.

### Negende en tiende eeuw
In de 9e eeuw en de eerste helft van de 10e eeuw was er alleen maar een kerkje op het rotseiland en de verblijven voor de kanunniken. De plaats evolueerde al snel tot een druk bezocht bedevaartsoord tijdens de regering van Karel de Grote. In 847 wordt de berg ingenomen door de Noormannen. De kanunniken namen de vlucht. Na het akkoord van Saint-Clair-sur-Epte afgesloten in de herfst van het jaar 911 tussen Karel de Eenvoudige en Rollo, een Vikingkrijgsheer, herstelde Rollo de rust in het gebied van het oude Neustrië dat hij van de koning in leen had gekregen tussen de Epte en de zee, een gebied dat zou overeenkomen met de bisdommen Rouen, Evreux en Lisieux of de voormalige regio Haute-Normandie. Rollo was akkoord gegaan om zich te laten dopen en nam de gemeenschap van de Mont Saint-Michel onder zijn hoede. Hij liet de schade herstellen die hij met zijn troepen had aangebracht en riep de gevluchte kanunniken terug om als cenobieten de diensten in het heiligdom te hervatten.
In 966 vestigden benedictijnse monniken zich op de rots op vraag van Richard I, hertog van Normandië. Ze bouwden op die plek een coenobium of klooster. Daar hoorde waarschijnlijk een abdijkerk bij, die zich boven de Notre-Dame sous Terre zou bevonden hebben. Het is in deze kerk dat abt Hildebert I (1009-1017) de teruggevonden relieken liet bijzetten. De pelgrims werden elk jaar talrijker en de faam van de plaats nam toe in het ganse koninkrijk. Aan de voet van de abdij ontstond een kleine nederzetting, de Normandiërs - nazaten van de Noormannen - begonnen zich op het rotseiland te vestigen. Ze bouwden onderaan op het eiland kleine houten huizen en ook toen al vervulden ze de rol van hotelier.

### Elfde tot dertiende eeuw
Op het einde van de 10e eeuw brandde het klooster af bij een brand die ontstaan was in het dorp, maar de monniken herstelden de gebouwen en de kleine kerk uit de tiende eeuw dankzij de hulp van hertog Richard II. Onder het abbatiaat van Hildebert II (1020-1033) begonnen de monniken met de bouw van de preromaanse kerk op het bovenste plateau van de berg, de Notre-Dame-Sous-Terre wordt als fundering en crypte gebruikt. De verdere ontwikkeling van de abdij verloopt vrij onrustig onder meer door de tussenkomst van Willem de Veroveraar en zijn opvolgers in de aanstelling van de abt, maar op 27 mei 1154 vond voor het eerst weer een vrije abtskeuze plaats die Robert de Torigni aan het hoofd van de abdij plaatste. Dat luidde een periode van vooruitgang in zowel op materieel als op intellectueel gebied. Ook het bouwen werd voortgezet. Maar tijdens de verovering van Normandië door Philippe Auguste werd in 1204 brand gesticht in het dorp door Guy de Thouars waarbij ook een belangrijk deel van de abdij in de vlammen opging. Ter compensatie stelde Filips de fondsen ter beschikking voor de heropbouw van de abdij. Dit leidde tot de bouw van het gotisch gedeelte van de abdij tussen 1211 en 1228. Die gebouwen kregen de bijnaam La Merveille.

### Tijdens de Honderdjarige Oorlog

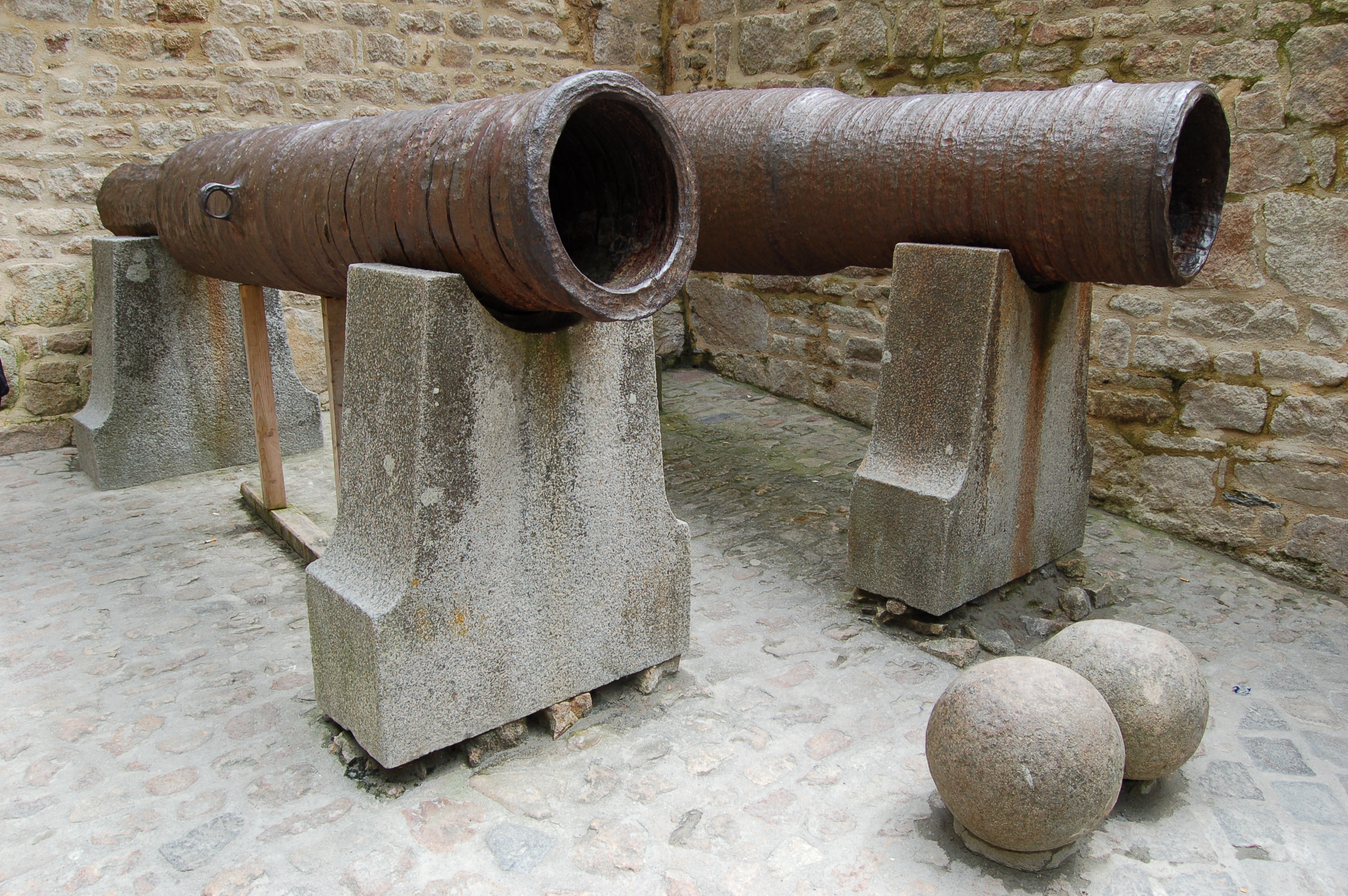
Bombardes buitgemaakt op de Engelsen op 17 juni 1434.

Vanaf het abbatiaat van Richard Turstin (1236-1264) begon men met de versterking van de abdij waaraan verder gebouwd werd tot in de veertiende eeuw onder Pierre Le Roy (1386-1410). In 1356 werd Tombelaine ingenomen door de Engelsen en begon de belegering van de Mont. Bertrand du Guesclin werd aangesteld tot kapitein van het garnizoen en hij bracht de Engelsen verschillende nederlagen toe. In de 15e eeuw werden de wallen uitgebreid onder Robert Jolivet die evenwel daarna in 1420 voor een jaarrente van 1000 ecu's overliep naar de Engelsen. In 1419 viel Rouen in de handen van de Engelsen en was de Mont Saint-Michel de enige plaats in Normandië die nog in handen was van de Fransen. In 1423 begonnen de Engelsen met een totale blokkade van de abdij waarbij Robert Joliver in 1424 de leiding van de belegeraars op zich nam. Maar in 1434 werden de Engelsen op de vlucht gejaagd door Louis d'Estouteville, kapitein van het garnizoen dat de site verdedigde. De twee bombardes die ze achterlieten, worden nog steeds tentoongesteld als de trofeeën van deze overwinning van een klein garnizoen op een groot leger. Ondanks de lamentabele toestand van de abdij en het garnizoen, slaagden ze erin verschillende versterkingen van de vijand in de buurt van de abdij te veroveren. Het zou evenwel nog tot 1450 duren eer de Engelsen na hun nederlaag in de Slag bij Formigny Normandië verlieten.

### Van de negentiende eeuw tot nu
In 1865 werden de gebouwen voor negen jaar gehuurd door de bisschop van Coutances om er de cultus in ere te herstellen. Na een eerste periode met seculiere priesters werden er terug monniken gevestigd van de abdij van Saint-Edme in Pontigny. Die huurden na de afloop van de eerste huurovereenkomst de gebouwen verder voor een periode van zes jaar, maar de huurovereenkomst werd niet vernieuwd.
Vanaf 1874 werden de abdij en de wallen toegewezen aan de diensten van de historische monumenten behorend tot het Ministerie van Schone Kunsten. Sedertdien werden kosten noch moeite gespaard om de gebouwen in hun oude glorie te herstellen.
Sinds 2001 verzorgen de broeders en zusters van de Monastieke Gemeenschappen van Jeruzalem de religieuze aanwezigheid in de abdij. Ze verzorgen erediensten in de abdijkerk in de zomer en in de crypte "Notre-Dame des Trente Cierges" in de winter.

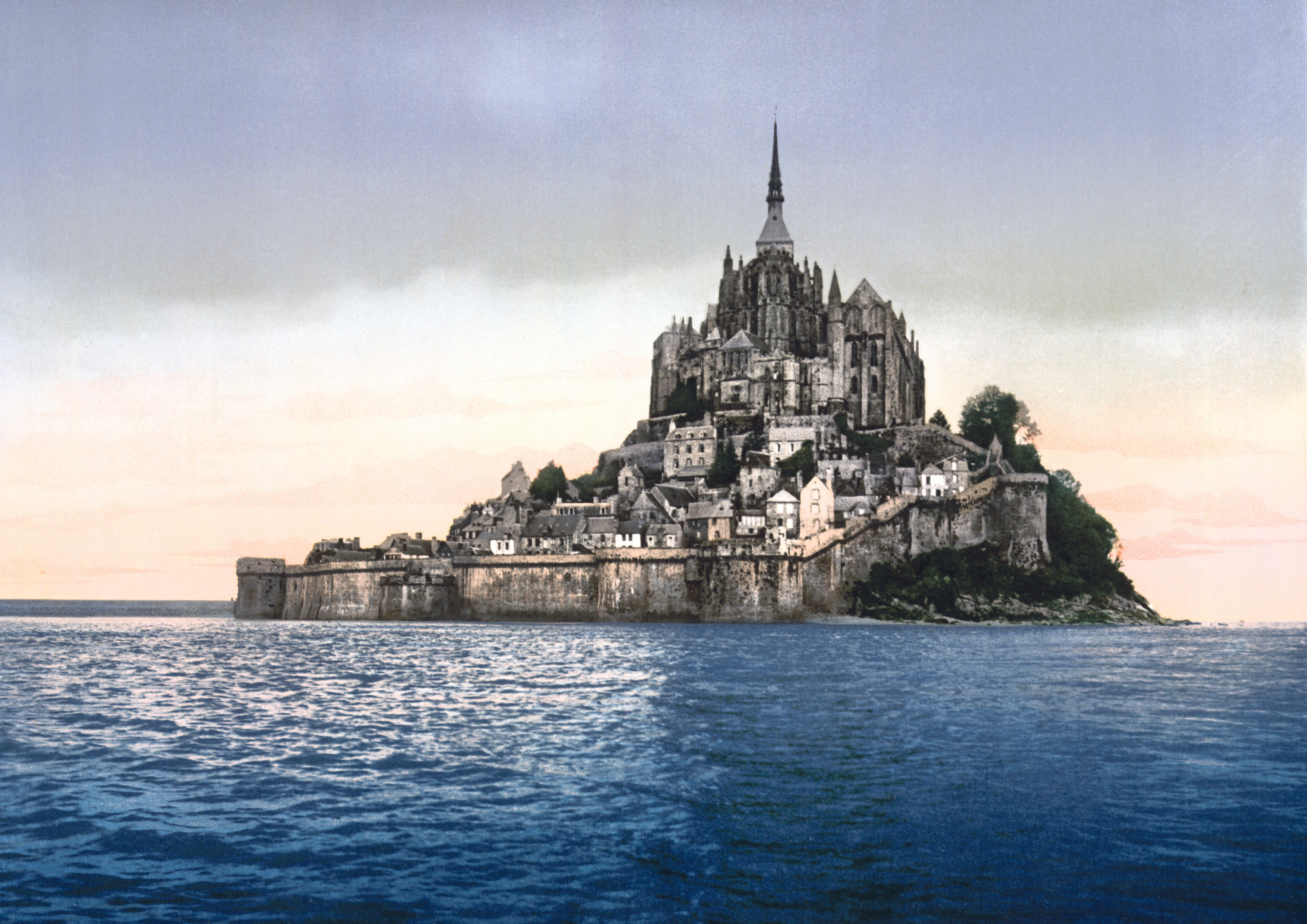
Zicht op de berg in 1900.
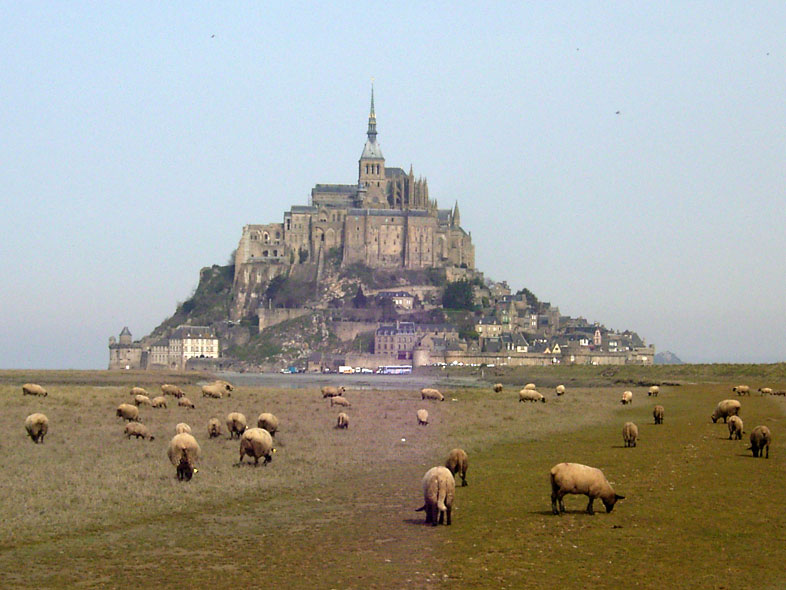
Zicht op de berg in 2004.
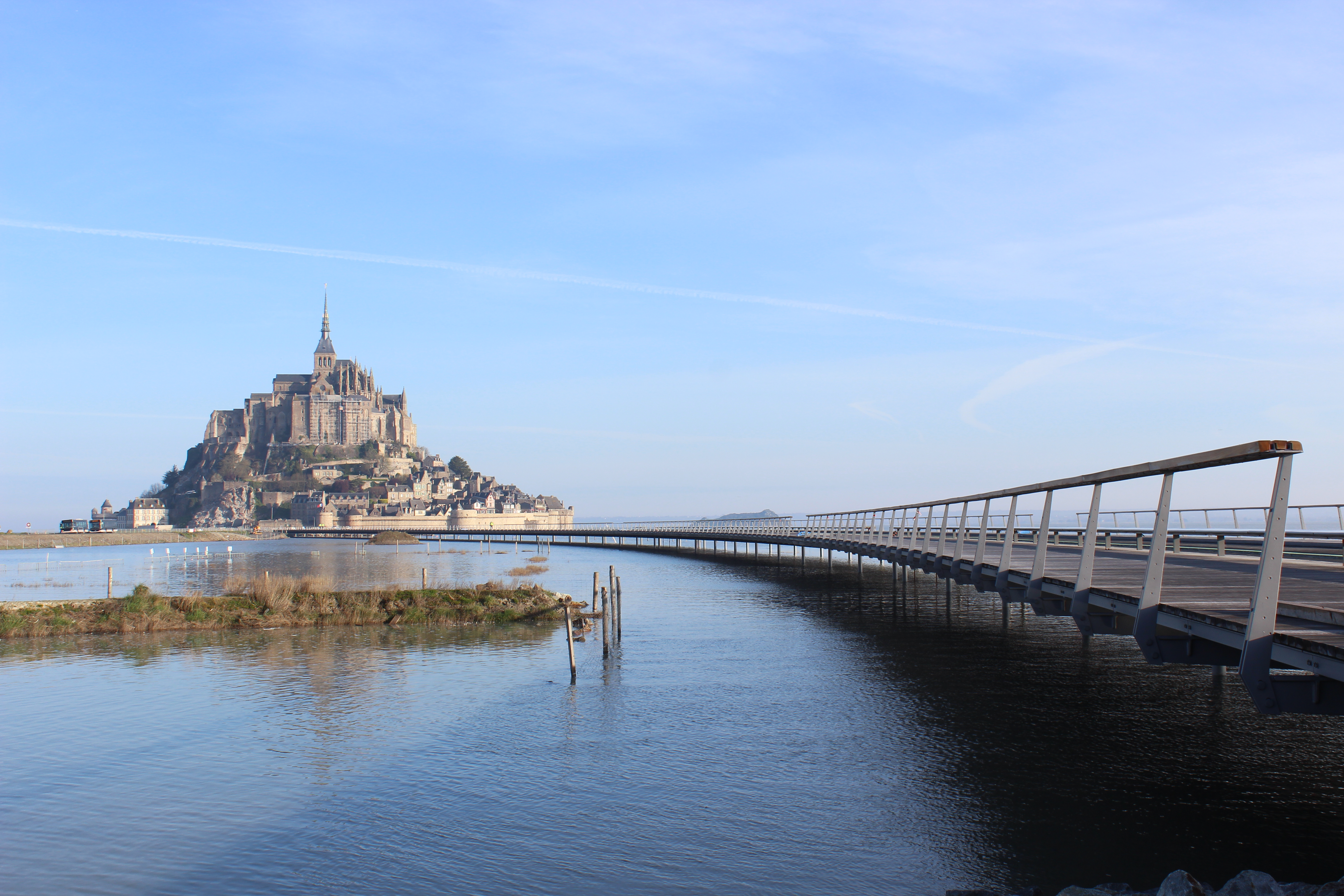
Zicht op de berg in 2014
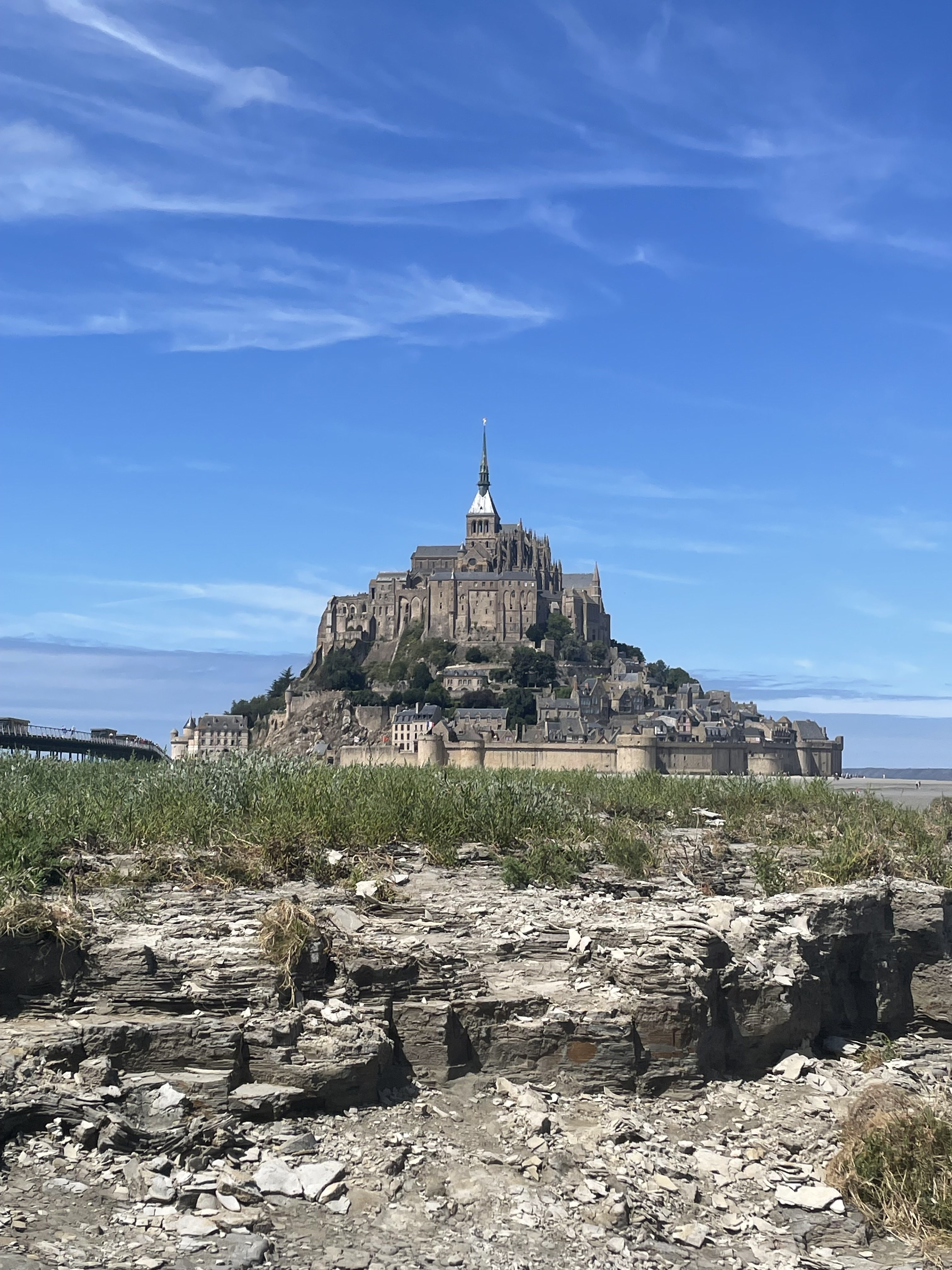
Zicht op de berg in 2024

## Verzanding rond Mont Saint-Michel
De baai van de Mont Saint-Michel verzandt op een natuurlijke wijze. De zee zet sedimenten af à rato van 1,5 mm per jaar. Op die manier breiden de slikken en de schorren jaarlijks uit. De zoute moerasgronden worden jaarlijks 20 hectare groter.
Vanaf de achtste eeuw is men al begonnen met het bouwen van dijken en het inpolderen van gedeeltes van de baai van de Mont Saint-Michel. De afzettingen van schelpen tussen Château-Richeux en het massief van Saint-Broladre werden vanaf de achtste tot de zeventiende eeuw gebruikt om de moerassen van Dol in te dijken. In de 18e en 19e eeuw werden grote gebieden ten westen van de Mont Saint-Michel ingepolderd. In 1856 werd nog een concessie gegeven voor het inpolderen van 3800 hectare in de vierhoek gevormd door de Chapelle Sainte-Anne, de inham van Moidrey, de Roche-Torin en de Mont zelf. Maar de belangrijkste rol in de verzanding, veroorzaakt door menselijk ingrijpen, is ongetwijfeld gespeeld door de vaste toegangsdijk van 1830 meter lang die gebouwd werd tussen 1878 en 1879. Die dijk belette de getijdenstromingen rond de berg en de spuiende werking van de Couesnon en zorgde op die manier voor een versnelling van de natuurlijke verzanding van de baai. Ook de kanalisatie en rechttrekking van de Couesnon heeft funeste gevolgen gehad.
Vanaf 1969 begon men in te zien dat het zo niet verder kon en te bestuderen welke maatregelen moesten genomen worden om van de Mont weer een getijdeneiland te maken. De experts berekenden dat tegen 2040 de Mont definitief door land zou omringd zijn als men niets ondernam. In 1983 werd de dijk naar de Roche-Torin afgebroken. In 1995 werd dan gestart met de studie van de uit te voeren werken en vanaf 2005 werden de werken gestart. Men besluit een nieuwe afdamming te bouwen op de Couesnon om het aangevoerde zoete water en het zoute water bij vloed te verzamelen en dan bij laag water te laten wegvloeien langs beide zijden van de berg om zo het sediment af te voeren naar zee. De rivier zelf wordt uitgebaggerd. Deze werkzaamheden werden tussen 2006 en 2009 uitgevoerd.
Tussen 2010 en 2011 werden nieuwe parkeerplaatsen op het vasteland aangelegd en werd de shuttledienst voor het vervoer van de toeristen van en naar de berg gestart. In 2014 werd de oude parkeerplaats van 15 hectare aan de voet van Mont Saint-Michel verwijderd en werd de brug naar het eiland geopend en in 2015 werd uiteindelijk de verbindingsdijk afgebroken. Sindsdien kan men op dagen met voldoende hoogwaterstand de berg weer als eiland bewonderen.

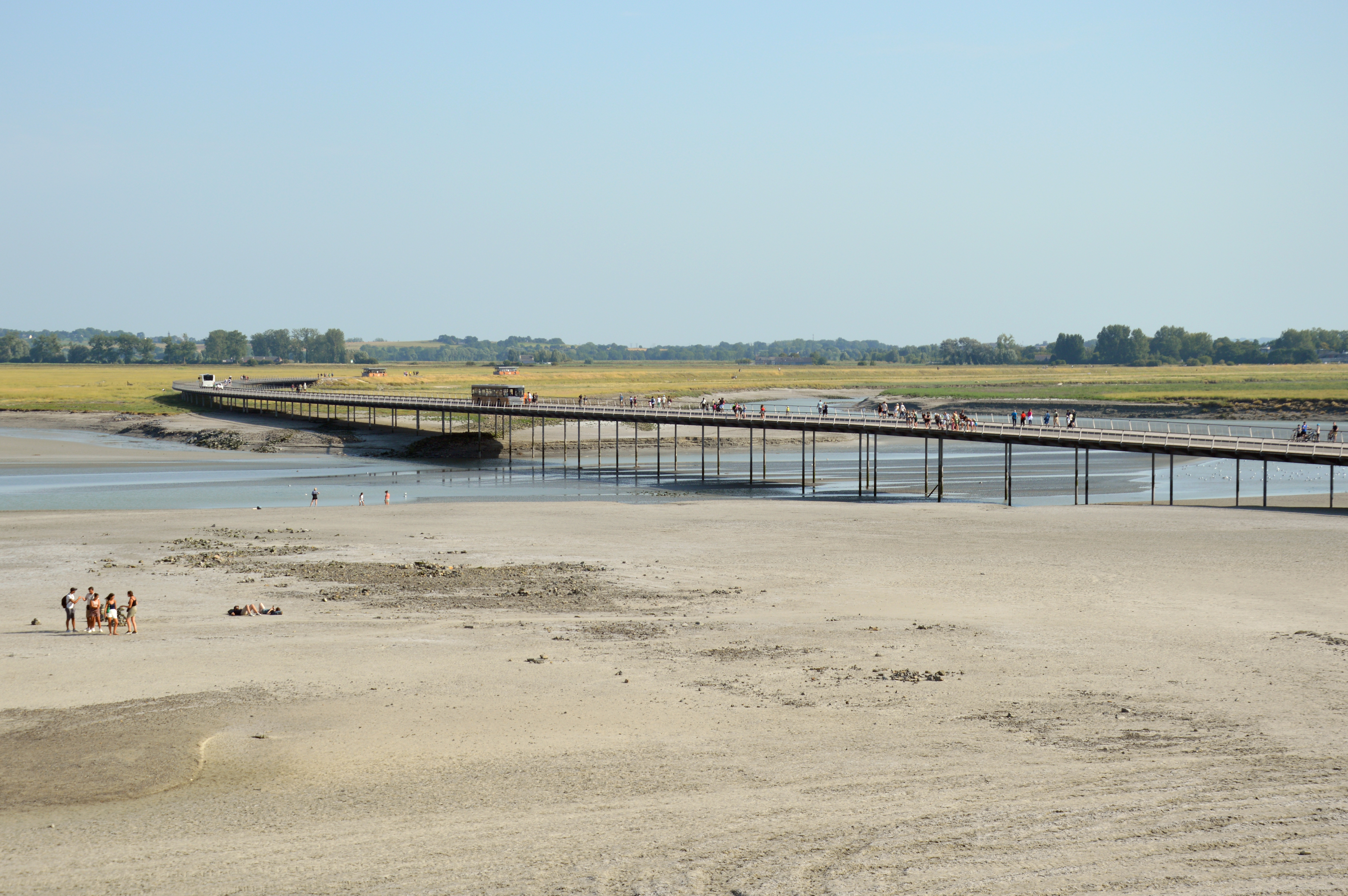
De passerelle in 2024
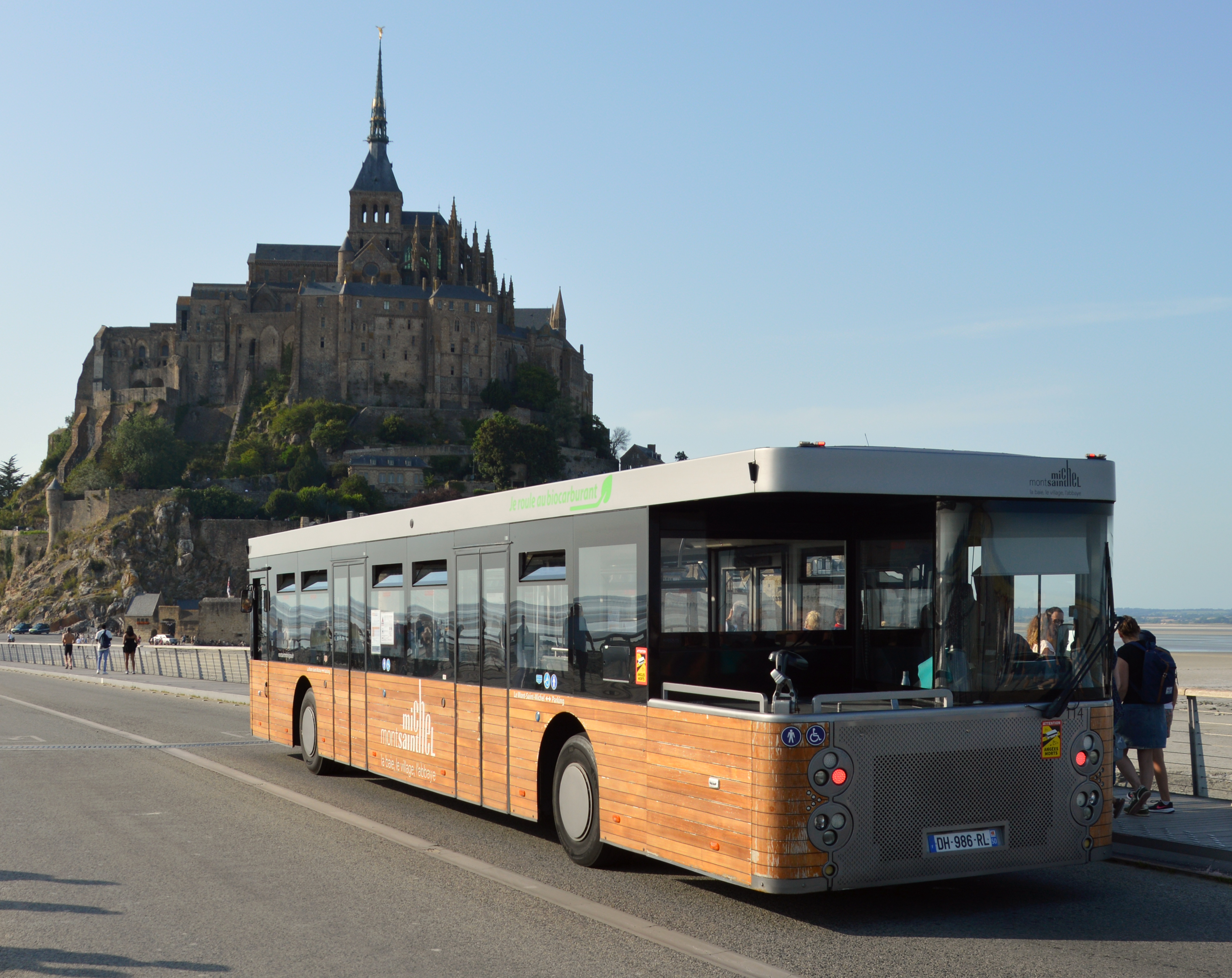
Shuttlebus voor de Mont Saint-Michel in 2024

## Bestuur
De gemeente waartoe het eiland en de abdij behoort heet Le Mont-Saint-Michel (geschreven met lidwoord en met een extra streepje). Ze heeft 43 inwoners. Voor de overige bestuurlijke informatie, zie het artikel over de gemeente: Le Mont-Saint-Michel.

## Mont Saint-Michel in de cultuur
- De abdij op het eilandje is afgebeeld op het middeleeuwse Tapijt van Bayeux.
- Het album Het verloren zwaard uit de Suske en Wiske-reeks speelt zich af op de Mont Saint-Michel, in het album Het Bretoense broertje zie je het eiland ook duidelijk afgebeeld. Ook in het album De Judasgraal van De Rode Ridder en De Vlammenzee van Lefranc speelt de Mont Saint-Michel een grote rol.
- In het boek Geef me de ruimte! van Thea Beckman trekken Marie-Claire, haar man Berton de Fleur, hun pleegkind Matthis Cuvelier en hun baas en reisgenoot Jean d’Ailly voor een tijd naar Le Mont Saint-Michel.
- Voor de Disneyfilm Rapunzel is Mont Saint-Michel gebruikt als inspiratie voor het ontwerp van het koninkrijk.
- Mont Saint-Michel was in 2016 het decor voor de Grand Départ van de Ronde van Frankrijk, in de (begin)etappe Mont Saint-Michel - Utah Beach.
- In de boekenserie Wakers van de tijd wordt Mont Saint-Michel gebruikt als basis.
- In weekblad Donald Duck nr 45 van 2023 werd een verhaal gepubliceerd dat zich afspeelde op het getijdeneiland Mont Saint-Grizelle, kennelijk geïnspireerd door de Mont Saint-Michel.